# Гар (риба)
Гар су чланови кладуса 	Lepisosteiformes (или Semionotiformes) из холостеија, прастаре групе кошљориба са ганоидним крљуштима која потиче још из палеозоика. Фосили из овог реда познати су од касног периода јуре. Породица Lepisosteidae укључује седам живих врста риба у два рода, која настањују речне и повремено морске воде источних делова Северне Америке, Централне Америке и Карипских острва. Имају издужена тела која су оклопљена ганоидним љускама и издужене чељусти испуњене дугим и оштрим зубима. Ове рибе често повезују са штуком, иако оне немају никакве породичне везе.
Сви примерци ове рибе су релативно крупни, а Atractosteus spatula је највећа, достиже преко 2 м дужине и преко 45 килограма тежине, а пријављено су примеци и од 3 м. Њихову баскуларизовани мехури могу повремено да функционишу као плућа. Месо ове рибе је јестиво, а тврда кожа и љуска се користи, док су њихова јаја отровна по људе.

## Етимологија и дистрибуција
Назив гар првобитно је коришћен за врсту Belone belone која настањује северне делове Атлантског океана и верује се да је изведена од речи „копље”. И дана се Belone belone назива као гар риба, на истим начин се називају многе друге врсте сродних родова Strongylura, Tylosurus и Xenentodon из породице Belonidae. Име рода Lepisosteus потиче од грче речи лепис што значи скала, а остеон значи кост. Atractosteus је такође изведена из грчког и она означава стрелу.
Фосили ове рибе пронађени су у Европи, Индији, Јужној и Северној Америци, што указује да су ове рибе у прошлости биле доста распрострање, много више него данас. Гар се сматра остатком групе кошљориба које су живеле у мезозоику. Распрострањност гара  Lepisosteidae у Северној Америци је углавном у плитким водама од Тексаса, Луизијане, до источне обале Мексика, као и у неким рекама које се у њих уливају. Неколико популација такође је присутно у области Великих језера у Сједињеним Америчким Државама, а оне живе у плитким водама.

## Анатомија и екологија
Тела ове рибе су издужена, оклопљена ганоидним љускама, а имају дуге издужене чељусти са дугим и оштрим зубима. Репови су им хетероцеркални, а леђна пераја близу репа. Будући да њихови васкуларни мехури могу да функционишу као плућа, већина њих повремено узима гутљај ваздуха, а ради то чешће у стајачој или топлој води, када је концентрација кисеоника у води ниска. Доказано је да температура воде утиче на њихову методу дисања, а могу живети у води без пристуапа ваздуху и остаит здрави, док истовремено могу да преживе у деоксигенизованој води. Као резултат овог органа, оне су изузетно отпорне и толеришу услове у којима већина других риба не би могла да преживи. Ова врста има упарена пераја, као и карлична и анално и леђно пераје.
Структуре унутар костију пераја су важне за проучавање јер могу показати хомологност у целој евиденцији фосила. Тачније, карлични појас наликује други актиноптеригија, а и даље има своје карактеристике. Све ове рибе су релативно крупе, а највећа је Atractosteus spatula. Највећи примерак ове врсте био је дугачак 2,58 м и тежине 148 kg. Чак и много мање врсте из ове групе риба достижу дужину преко 60 cm, а понекад и много дуже.
Гар се обично слабо крећу, осим када не траже храну. Оне више воле плитка подручја река, језера и залова а често се окупљају у малим групама. Плен хватају зубима које су сличне иглама, бочним угризима за главу жртве. Хране се обилно ситним рибама и бескичмењацима као што су ракови. Настањују воде источног дела Северне Америке, а иако су углавном у слатководним стаништима, неколико њих улази и у мора, а посебно Atractosteus tristoechus. Неки од њих путују од језера и река кроз канале како би се мрестили. 

## Врсте и идентификација
Гар породица садржи седам врста подељених у два рода :
Породица Lepisosteidae
- Род Atractosteus Rafinesque, 1820
  - †Atractosteus africanus (Arambourg & Joleaud, 1943) [26]
  - Atractosteus spatula (Бернанрд Лапесид, 1803)
  - Atractosteus tristoechus (Блоч & Ј. Г. Шнајдер, 1801)
  - Atractosteus tropicus Теодор Гил, 1863
- Род Lepisosteus Карл Линеус, 1758
  - †Lepisosteus bemisi Гранде, 2010
  - †Lepisosteus cominatoi Сантос, 1984
  - †Lepisosteus fimbriatus (Вуд 1846)
  - †Lepisosteus indicus (Артур Смит Вудвард, 1908)
  - Lepisosteus oculatus Александар Винтел, 1864
  - †Lepisosteus opertus Естес, 1964
  - Lepisosteus osseus (Карл Линеус, 1758)
  - Lepisosteus platostomus Константин Факинеску, 1820
  - Lepisosteus platyrhincus Џејмс Елсворт, 1842

Atractosteus spatula је риба из породице гар и једна од највећих слатководних риба у Северној Америци. Фосилни остаци ове врсте датирају из периода ране креде од пре 100 милиона година. Често су називане „примитивним рибама” или „живим фосилима” јер садрже неке морфолошке карактеристике својих најранијих предака, као што су спиралне заклопке, које су уобичајене за пробавни систем ајкула и способност да удишу и ваздух. По изгледу имају сличности са алигаторима, са њиховим шпицастим њушкама, дугим и оштрим зубима. Тело има облик торпеда, обично је смеђе или маслинасте боје, до светлосиве или жуте.
За разлику од других врста из своје породице, Atractosteus spatula има двоструки ред великих и оштрих зуба, како би лакше држали плен, који лове из заседе. Хране се мањим рибама, али и птицама и ситним сисарима које нађу на површини воде. Популације ове врсте више не настањују њихова историјска подручја због уништавања станишта и риболова. Данас настањују воде у јужним деловима Сједињених Америчих Држава све до Мексика. Могу се прилагодити сланим водама, настанити у слатководним језерима, мочварама, ушћу река и у увалама дуж Мексичког залива.
Готово пола века ова врста се сматрала штетном за спортски риболов и циљано је елиминисана у Сједињеним Државама. Осамдесетих година 20. века донете су разумније еколошке мере и на крају је истакнуто да ова врста није ништа мање битна од других екосистема. Временом ова врста постала је заштићена, а неколико државних и федералних агенција Сједињених Држава покренуло је програме о информисању о овој врсти. Atractosteus spatula често се вештачки узгаја у базенима, ради хране у Мексику и у истраживачке сврхе.
Lepisosteus platyrhincus може се наћи у реци Оклокони на Флориди и Џорџији, а она преферира блатна или пешчана дна са обилном вегетацијом. Ова врсте се обично меша са врстом Lepisosteus oculatus. Неправилне црне тачке покривају главу, тело и пераје ове рибе. На задњем делу тела има зелено-смеђе љуске, док нема ганоидне љуске на грлу. Женке ове врсте израсту између 33 и 86 cm, док су мужјаци мањи. Током сушне сезоне ова врста се повлачи у седименте мочвара, а аестивација слична хибернацији смањује метаболички систем ове врсте, што јој омогућава да поднесе високе температуре и топло време током лета. Размножавају се у касну зиму и у рано пролеће, а мрес се обично дешава између фебруара и марта. Групе оба пола се окупљају у плиткој води, где женка одбацује своја јаја која се лепе за водене биљке. Излегнуте рибе поседују орган на крају њушке и остају везани за вегетацију док не порасту 2 cm. Након мреста мужјаци пролазе кроз репродуктивне параметре, што укључује смањење нивоа репродуктивног хормона.
Lepisosteus oculatus мања је врста гара, тешка нешто мање од четири килограма. Као и врста Lepisosteus platyrhincus има таке по телу, женке нешто више од мужјака. Ова врста има мрље које покривају главу, тело и пераје, а тело му је компактно и има краћу њушку. Ова врста више живи у бистријим водама, дубине од 3 до м метара, а њена станишта су воде језера Мичиген, басена језера Ерие, реке Мисисипи и речних ушћа дуж северне обале Мексичког заливе, од реке Нуецес у Тексасу на истоку до реке Апалицока на Флориди. Станиште дели са алигатором, који је главни предатор. Ове врсте живе у просеку 18 година. Због оштрих зуба ова врста се релативно лако бори са пленом. Студије су показале да се она највише храни са четири врсте риба: Fundulus chrysotus, Lepomis gulosus, Lepomis punctatus и Lepomis macrochirus. Такође, доста се храни шкампима. Ова врста главни је предатор у воденом ланцу многих језера и река, нема много предатора у својој околини и само су угрожене док су још младе. Температура утиче у великој мери на њихову брзину кретања, када је вода топлија у пролеће и лето, они чешће пливају него током зиме. Око 70% плена лови ноћу о односу на остатак дана.
Lepisosteus platostomus углавном настањује сливове река у Мисисипију, Индији, Висконсину, Алабами и Луизијани. Радије живи у језерима, мочварана и мирним басенима река. Њушка ове врсте краћа је и шира него код других врста из породице гар. Има један ред зуба, а горња вилица је дужа од остатка главе. Lepisosteus platostomus је тамнозелене или браон боје, слично као Atractosteus spatula. У зависности од воде, мрље могу бити присутне на каудалном, дорзалном или аналном перају. Животни век ове врсте је до 20 година, достиже до 5 килограма, а нарасте од 68 до 88 cm. Храни се са бескичмењацима више од осталих врста гара. Највише је активна у пролеће, током априла, маја и јуна када су температуре воде између  16 и 21 °C. Женке прати више мужјака оне након размножавања одбацују јаја у мирној и плиткој води где има доста вегетације. Јаја су лепљива и држе се за вегетацију, а рибе се изгледну након осам до девет дана. Јаја су отровна за птице и друге сисаре, младунци остају у жуманцету недељу дана, а потом се хране инсектима и малим раковима. Млади примерци ове врсте обично самују, а сексуалну зрелост постижу када буду старости око 3 године.
Lepisosteus osseus врста је рибе гар која има дуже, уже цилиндрично тело и може се разликовати од осталих гарова по њушци, која је више него двоструко већа од остатка главе. Може достићи тежину од 35 до 80 килограма, а има само један ред зуба. Женке су крупније од мужјака и живе дуже, 22 године. Мужјаци су обично крупнији. Мештани повремено организују риболов на ову врсту, јер она једе другу рибу у рекама. Настањује велики део вода на територији од Северне Америке до Мексичког залива. Такође, настањује воде Флориде, Квебека, Велика језера, воде Тексаса и северног Мексика.

## Значај за људе
Месо свих врста гара је јестиво, али њихова јаја садрже протеин токсин који је назван ихтиотоксон и високо је токсичан за људе, птице и рибље врсте. Протеин се може денатурирати када се доведе на температуру од 120 °C, а чак и тада може да изазове тешке симптоме тровања. Ракови који поједу јаја ове рибе нису имуни на токсичнос ти углавном угину. Неколико врста рибе гар користи се у акваристици. Поред меса које је јестиво, њихова кожа се користи за израду предмета, Индијанци су је користили за израду стрела, док су мештани Кариба користили кожу ове врсте за навоје.

## Галерија
- Atractosteus spatula
- Lepisosteus oculatus
- Lepisosteus osseus
- Lepisosteus osseus
- Гар током лова на инсекте